# Matosinhos
Matosinhos (mɐtu'ziɲuʃ) è un comune portoghese di 167 026 abitanti situato nel distretto di Porto.

## Società

### Evoluzione demografica
| Popolazione di Matosinhos (1801 – 2004) | Popolazione di Matosinhos (1801 – 2004) | Popolazione di Matosinhos (1801 – 2004) | Popolazione di Matosinhos (1801 – 2004) | Popolazione di Matosinhos (1801 – 2004) | Popolazione di Matosinhos (1801 – 2004) | Popolazione di Matosinhos (1801 – 2004) | Popolazione di Matosinhos (1801 – 2004) | Popolazione di Matosinhos (1801 – 2004) |
| --------------------------------------- | --------------------------------------- | --------------------------------------- | --------------------------------------- | --------------------------------------- | --------------------------------------- | --------------------------------------- | --------------------------------------- | --------------------------------------- |
| 1801                                    | 1849                                    | 1900                                    | 1930                                    | 1960                                    | 1981                                    | 1991                                    | 2001                                    | 2004                                    |
| 7287                                    | 12429                                   | 25071                                   | 50962                                   | 91017                                   | 136498                                  | 151682                                  | 167026                                  | 168451                                  |

## Suddivisioni amministrative
Dal 2013 il concelho (o município, nel senso di circoscrizione territoriale-amministrativa) di Matosinhos è suddiviso in 4 freguesias principali (letteralmente, parrocchie).

### Freguesias
1. Custóias: Custóias, Leça do Balio (anteriormente Leça do Bailio), Guifões
2. Matosinhos: Matosinhos, Leça da Palmeira

1. Perafita: Perafita, Lavra, Santa Cruz do Bispo
2. Senhora da Hora: São Mamede de Infesta, Senhora da Hora

### Gemellaggi
La città è gemellata con:
- Mérignac
- Vilagarcía de Arousa
- Congonhas
- Angolar
- Mansoa
- Nacala
- São Filipe

### Accordi di cooperazione
La città ha un accordo di cooperazione con:
- Luanda

## Altri progetti

Freguesias del comune di Matosinhos